# Cristianizzazione della Rus' di Kiev

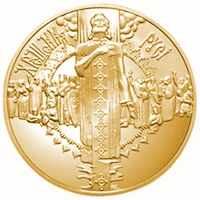
Il Battesimo della Rus. Affresco di Viktor Vasnečov nella Cattedrale di San Vladimiro a Kiev (1895-1896)

La conversione al cristianesimo della Rus' di Kiev fu portata a termine in diverse tappe. 
È noto che una comunità cristiana esisteva a Kiev già nella seconda metà del IX secolo. La sua fondazione è associata al cosiddetto battesimo di Fozio della Rus'. La cristianizzazione di Kiev fu completata alla fine degli anni 980, quando Vladimir il Grande, dopo essere stato battezzato a Cherson, predispose per la sua famiglia e per la popolazione di Kiev il battesimo nelle acque del Dnepr. Secondo una consolidata tradizione, l'avvenimento accadde nel 988 ed è considerato l'inizio della storia ufficiale della Chiesa della Rus'. Alcuni studiosi ritengono che il Battesimo sia avvenuto poco più tardi: nel 990 o nel 991.

## Origini della comunità cristiana di Kiev
All'inizio dell'867, il patriarca Fozio di Costantinopoli scrisse agli altri patriarchi e vescovi d'Oriente informandoli che gli slavi orientali stavano accogliendo la predicazione cristiana con un particolare entusiasmo. Dopo la conversione al cristianesimo dei Bulgari dell'863, le genti della Rus' si erano dimostrate disposte a seguirne l'esempio. Come già aveva fatto con i Bulgari, il patriarca ritenne più prudente inviare presso questo popolo "barbaro" un vescovo da Costantinopoli. Kiev fu quindi la prima sede episcopale della Chiesa russa. Che la Corte imperiale e il patriarcato ritenessero la Rus' del X secolo cristiana è evidente dalla circostanza che il vescovado di Rus' appare nelle liste delle città cristiane compilate sotto i regni di Leone VI il Saggio (886-912) e di Costantino VII (913-959). Vi è inoltre un argumentum ex silentio: nessuna fonte greca riportò alcun secondo battesimo della Rus' alla fine del X secolo.
Tuttavia, il battesimo di Fozio non ebbe un impatto duraturo ai fini della cristianizzazione della Rus'. Il cristianesimo, che si stava affermando nel paese, fu spazzato via dalla reazione pagana dopo la presa di Kiev da parte di Oleg (882). Si può presumere che negli anni successivi sopravvivesse una piccola comunità di cristiani che praticò i propri riti di nascosto. Il resto della Rus' di Kiev rimase invece orientato al paganesimo.

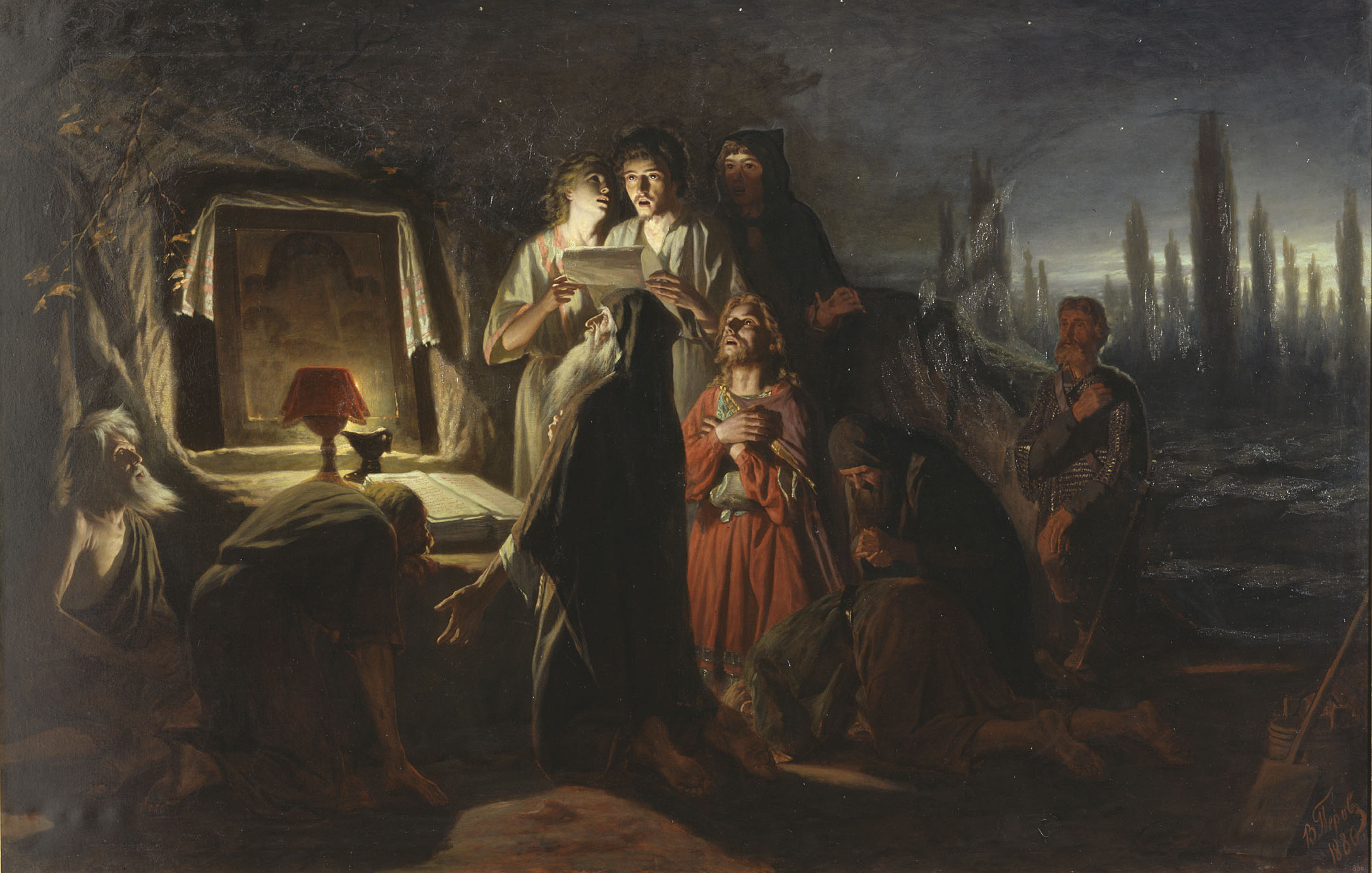
Dipinto di Vasilij Perov raffigurante le assemblee clandestine dei cristiani nella Kiev pagana.

Cambiamenti in meglio nella vita dei cristiani di Kiev avvennero durante il regno del principe Igor (912-945), alla fine del cui regno il cristianesimo a Kiev apparve già una presenza notevole. La Cronaca degli anni passati riferisce che a partire dal 944 una consistente minoranza della popolazione russa si convertì al cristianesimo. Nel Trattato Rus'-bizantino del 945, pervenutoci nella sua interezza, mentre il principe regnante e gli altri nobili pagani invocarono Perun e Veles, la parte cristiana dei Russi giurò sulla propria fede. La collegiata di Sant'Elia (il cui culto nei paesi slavi fu modellato su quello di Perun) è menzionata nel testo della Cronaca degli anni passati come già esistente all'epoca.
Nel 945, o nel 957, la reggente Olga di Kiev visitò Costantinopoli con un sacerdote di nome Gregorio. L'accoglienza della corte imperiale verso la nobile russa fu descritta nell'opera De ceremoniis. La principessa fu battezzata dal patriarca Polieucte: suo padrino fu l'imperatore Costantino VII. Dopo la conversione assunse il nome di Elena. Suo figlio Sviatoslav continuò ad adorare il Dio Perun e gli altri Dei del pantheon Slavo. Rimase fedele agli dei pagani per tutta la vita; secondo la Cronaca degli anni passati, credeva che i propri guerrieri avrebbero perso rispetto nei suoi confronti e lo avrebbero deriso se si fosse convertito al cristianesimo.
Il successore di Svjatoslav, Jaropolk I (972-980), apparve più tollerante con i cristiani. Il Chronicon di Ademaro di Chabannes e la Vita beati Romualdi (di Pier Damiani, 1007-1072) documentano la visita di san Bruno di Querfurt nella terra di Rusciae, dove riuscì a convertire al cristianesimo un re locale (uno dei tre fratelli che governavano il Paese).

## Battesimo della Rus' di Kiev

### Il battesimo di Vladimir

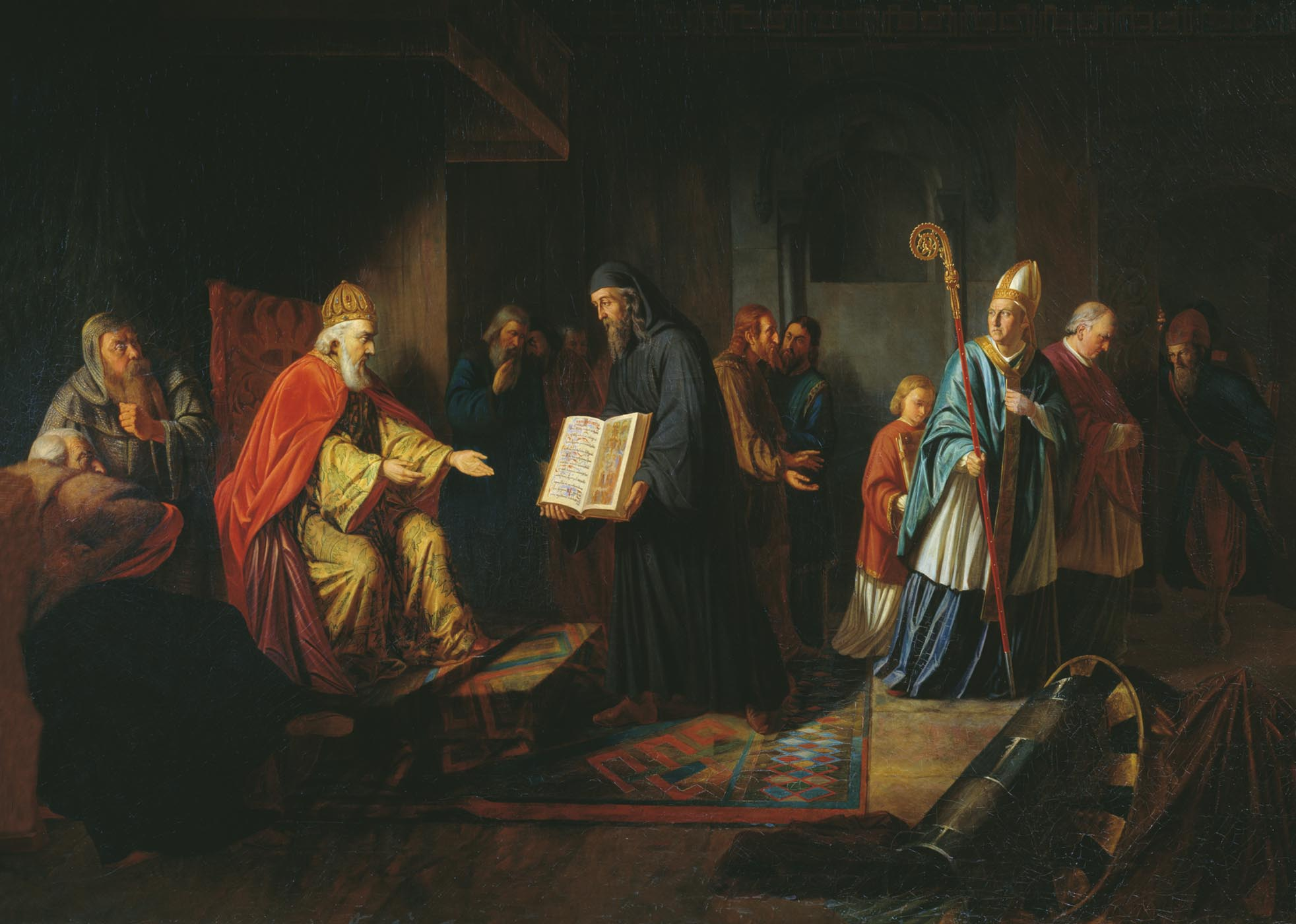
Dipinto di Ivan Eggink raffigurante Vladimir mentre presta ascolto al prete di Bisanzio, mentre l'inviato papale si allontana seccato.

Nel 978 morì Jaropolk e dal 980 al 1015 fu principe di Kiev Vladimir, suo fratellastro. Durante il primo decennio del suo regno egli cercò di riformare il paganesimo slavo stabilendo in Perun (dio dei fulmini) l'unica divinità suprema. Idoli del dio dei fulmini furono eretti nei luoghi più importanti del paese; una sua statua fu posta sulla collina nei pressi del palazzo reale. Tuttavia la nuova religione non rafforzò la coesione sociale, ragione per cui il principe abbandonò il suo progetto e decise scegliere una religione monoteista tra islam, ebraismo e cristianesimo.

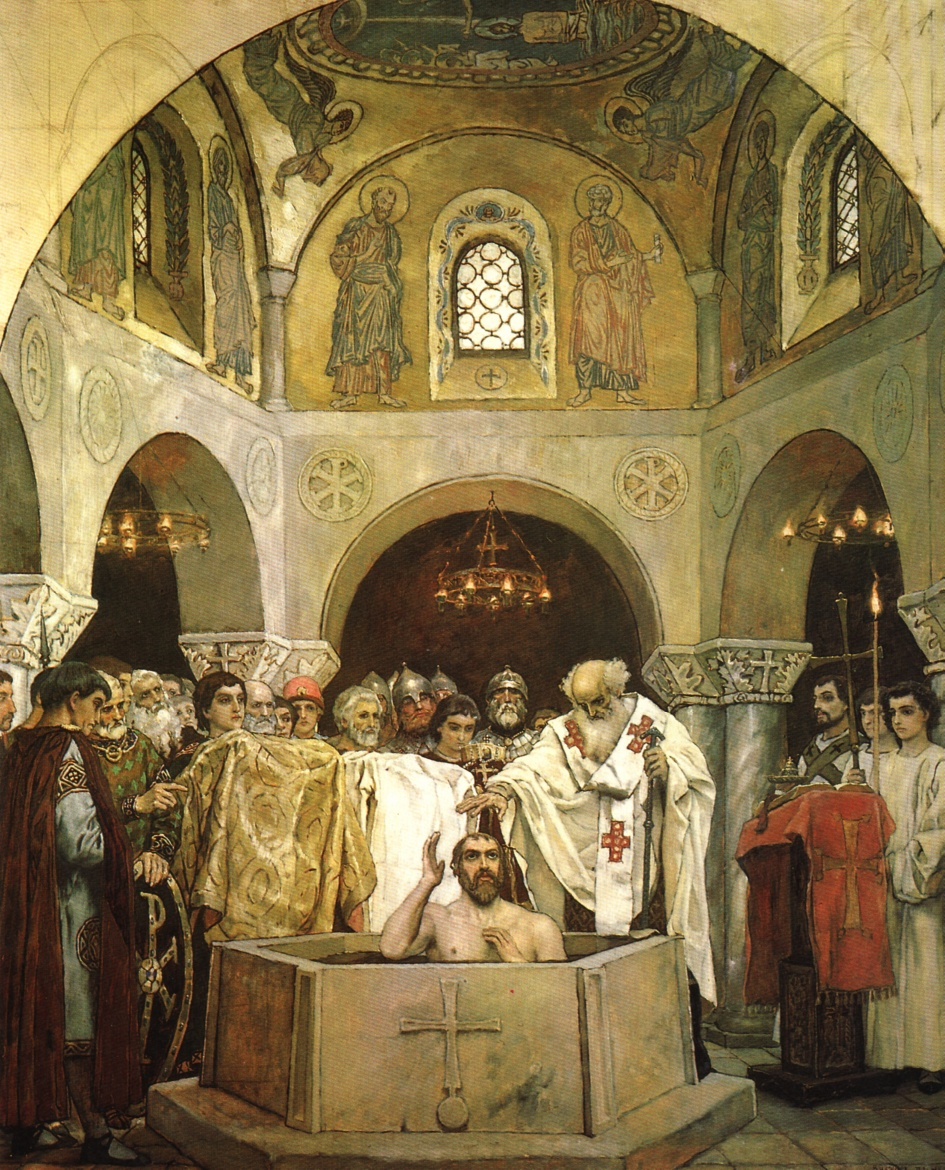
Il Battesimo di Vladimir, affresco di V. M. Vasnečov.

Nel 987 Vladimir confrontò tra loro le tre principali religioni monoteiste allo scopo di individuare quale fosse la migliore per il proprio regno. Dopo una consultazione con i boiardi, inviò dei messi nelle nazioni confinanti, i cui rappresentanti lo avevano invitato ad abbracciare le rispettive fedi. La prima religione presa in considerazione fu l'islam. Gli inviati riferirono che tra i musulmani della Bulgaria del Volga (regione a nord di Kiev) non c'era letizia ma solo tristezza e cattivi odori; la loro religione, inoltre, era da evitare a causa dei divieti contro il consumo d'alcool e di carne di maiale; a questi Vladimir aveva allora risposto "Bere è la gioia della Rus'". Successivamente il Principe incontrò gli inviati ebraici (che potevano essere Cazari). Dopo averli interrogati a fondo sulla loro religione rifiutò di convertirsi alla stessa con il pretesto che la perdita della Città santa Gerusalemme evidenziava che i fedeli ebraici erano stati abbandonati da Dio. Per ultimo Vladimir chiese dei cristiani. Nelle cupe chiese tedesche i suoi emissari gli riferirono che non c'era bellezza, ma dell'Hagia Sophia di Costantinopoli riferirono: «Noi non sapevamo se fossimo in cielo o sulla terra». 
Fonti arabe, molto limitate nel numero, tramandano una versione diversa della conversione di Vladimir. Yahya di Antiochia così come i suoi allievi (al-Rudhrawari, al-Makin, al-Dimashki, e ibn al-Athir) riferiscono che nel 987, i generali Barda Sclero e Barda Foca il Giovane si rivoltarono contro l'imperatore bizantino Basilio II (976-1025). Entrambi raccolsero velocemente forze e marciarono verso Costantinopoli. Il 14 settembre 987 Barda Foca si autoproclamò imperatore. Desideroso di evitare l'assedio della propria capitale, Basilio II chiese aiuto alla Rus', anche se a quel tempo questa era considerata una nazione ostile. Vladimir accettò, ma in cambio chiese all'imperatore la mano di sua figlia Anna Porfirogenita. Il basileus considerò questo scambio estremamente umiliante perché la gente della Rus' era considerata dai greci un popolo "barbaro". Basilio II accettò, ma pose una condizione: che Vladimir si convertisse al cristianesimo. Quando il contratto prematrimoniale fu concluso, Vladimir inviò 6.000 soldati alla volta dell'Impero bizantino i quali aiutarono l'esercito regolare a reprimere la rivolta. Prima del matrimonio Vladimir fu battezzato (o a Cherson o a Kiev) e prese il nome cristiano di Basilio, in onore sia di San Basilio (329-379) che del suo padrino. Il sacramento fu immediatamente seguito dallo sposalizio con la principessa bizantina.

### Il battesimo del popolo di Kiev

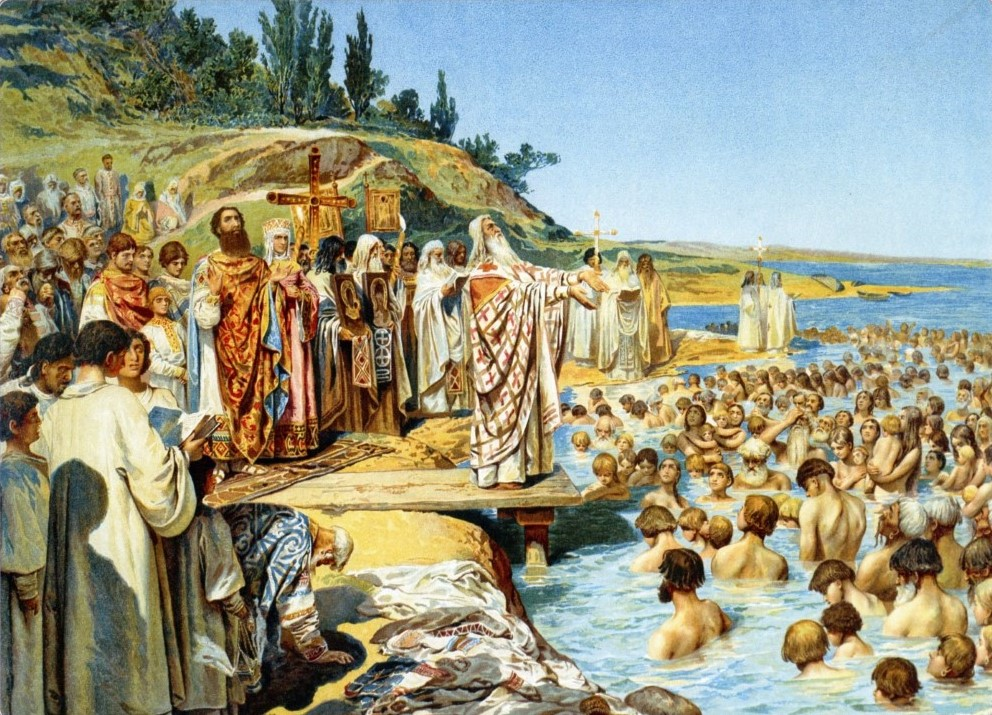
Il Battesimo del popolo di Kiev, dipinto di Klavdiij Lebedev.

Tornato a Kiev in trionfo, Vladimir ordinò agli abitanti della capitale di recarsi sul fiume Dnepr per ricevere a loro volta il battesimo. Questo sacramento di massa diventò di fatto il simbolo dell'introduzione del cristianesimo nella Rus' di Kiev. Per primi, Vladimir battezzò i suoi dodici figli e i suoi boiardi più vicini. Ordinò in seguito la distruzione delle statue lignee degli dèi pagani presenti nella città. Furono tutte bruciate e distrutte; la statua di Perun - il Dio supremo - fu gettata nel Dnepr. Mandò quindi un invito a tutti i residenti di Kiev "ricchi, poveri, mendicanti e schiavi", a recarsi alla riva del fiume il giorno seguente, per non rischiare di diventare "nemici del Principe". Sul luogo dell'appuntamento giunsero un gran numero di cittadini, alcuni dei quali portarono con sé persino i figli ancora in fasce. Furono tutti fatti immergere nell'acqua mentre diversi sacerdoti, venuti da Cherson, officiavano il rito.
Per commemorare l'evento, Vladimir costruì la prima chiesa in pietra della Rus' di Kiev, intitolandola all'Assunzione della Vergine, dove in seguito fu seppellito il suo corpo e quello della moglie. Un altro edificio religioso fu costruito sulla cima della collina dove precedentemente si innalzavano le statue pagane.

## Avvenimenti successivi
Il battesimo di Kiev fu seguito da cerimonie analoghe in tutti i centri urbani del Paese. Le Cronache di Ioachim narrano che lo zio di Vladimir, Dobrynja, costrinse gli abitanti di Novgorod a convertirsi al cristianesimo "con il fuoco", il boiardo Putjata, persuase i suoi compatrioti ad accettare il credo cristiano "con la spada". Nello stesso periodo, il vescovo di Novogorod Ioakim Korsunianin costruì il primo tempio cristiano, cattedrale della Santa Saggezza, sorta sopra un cimitero pagano. Il paganesimo persistette nella Rus' ancora per molto tempo, emergendo durante la rivolta dell'Alto Volga e in altri moti di protesta occasionali. La parte del paese situata a nord-est, il cui centro principale era Rostov, si dimostrò particolarmente ostile alla nuova religione. Il primo metropolita russo di origine fu Ilarione († 1053).
La conversione al cristianesimo della Rus' di Kiev comportò una stretta alleanza con l'Impero Bizantino. I testi liturgici greci furono adottati a Kiev e in tutto lo Stato. Furono erette chiese secondo il modello bizantino. Durante il regno di Jaroslav I, il metropolita Ilarione redasse la prima opera di letteratura slava conosciuta, un'elaborata orazione nella quale compare la Rus', citata insieme agli altri Stati. I Vangeli di Ostromir, composti nello stesso periodo, furono i primi libri redatti in slavo. La sola opera laica sopravvissuta, il Canto della schiera di Igor, testimonia la sopravvivenza di un substrato pagano.
Nel 1988, i fedeli delle chiese ortodosse che hanno le proprie radici nel battesimo di Kiev celebrarono i mille anni dalla conversione degli Slavi Orientali. Le grandi celebrazioni a Mosca furono il simbolo del mutamento dei rapporti tra la Chiesa e lo Stato Sovietico. Per la prima volta dal 1917 numerosi monasteri e chiese ritornarono in possesso della Chiesa ortodossa russa.